# Nomophila triticalis
Nomophila triticalis is een vlinder uit de familie van de grasmotten (Crambidae), uit de onderfamilie van de Spilomelinae. De wetenschappelijke naam van deze soort is voor het eerst voorgesteld door Carlos Berg in een publicatie uit 1875.
De soort komt voor in Argentinië.